# Яцкевич, Фома Иванович
Фома Иванович Яцкевич (27 сентября 1824 — 5 мая 1867) — русский духовный писатель, переводчик, выпускник Санкт-Петербургской духовной академии, кандидат богословия.
Сын настоятеля Замшанской церкви Суражского уезда Витебской губернии Ивана Васильевича. Причислен к роду Яцкевичей герба «Гоздава», утверждённому Указом Правительствующего сената 19 ноября 1818 г. Внесён в VI часть родословной книги Витебской губернии.
После обучения в Полоцком уездном Духовном училище поступил в Санкт-Петербургскую Духовную академию, которую закончил в 1848 со степенью кандидата богословия. Определён в редакцию газеты «Русский инвалид» на должность корректора в чине коллежского секретаря 27 марта 1855. Произведён в титулярные советники 27 марта 1858. Определён в Военную типографию корректором, произведён в коллежские асессоры со старшинством 27 декабря 1861. Скончался от водяной болезни 5 января 1867 г. Вдов, детей не имел.
Будучи студентом Академии, совместно с П. Я. Благовещенским составил «Библейско-биографический словарь или Жизнеописания всех лиц, упоминаемых в священных книгах Ветхого и Нового Заветов…». (Издатель В. П. Поляков. Переиздан: М.: ФАИР-ПРЕСС, 2000, 2001.)
Перевёл с французского языка:
- «Торжество табаку…» (1863)[7][источник не указан 1615 дней] — книга о влиянии курения на здоровье, нравственность и ум человека.
- «Отдых» — двенадцать маленьких повестей для детей (автор К. Дилиц)[8]

Составил «Краткий курс грамматики греческого языка».